# Nina Gordon
Nina Rachel Gordon Shapiro (Washington, 14 de novembro de 1967) é uma cantora e compositora americana. Em 1992, ao lado de Louise Post, fundou a banda de rock alternativo Veruca Salt em Chicago, na qual foi guitarrista e vocalista até 1998, quando saiu do grupo e seguiu carreira solo. Lançou dois álbuns e voltou ao Veruca Salt em 2014.

## Início de vida
Gordon nasceu em 14 de novembro de 1967 em Washington, D.C. Seu pai era estudante de direito quando ela nasceu, e ela foi criada junto com seu irmão, Jim, em diversos locais, mudando-se entre Washington, D.C. e Madison, Winsconsin, antes de se estabelecerem em Chicago durante a adolescência de Gordon. Ela comentou que a relação de seus pais era turbulenta, e que os dois se divorciaram quando ela era criança. Gordon estudou em Chicago no ensino médio, e tinha a intenção de cursar música na universidade, mas acabou se formando em história da arte na Tufts University. Ela é judia.

## Veruca Salt
No início dos anos 1990, Gordon conheceu Louise Post. As duas foram apresentadas pela atriz Lili Taylor e logo se tornaram grande amigas, resolvendo formar a banda Veruca Salt em 1993. Elas então convidaram o baixista Steve Lack e o baterista Jim Shapiro, irmão de Gordon, que era originalmente um guitarrista, mas se juntou à banda como um favor para a irmã.
A banda gravou uma demo e a enviou para diversas gravadoras, e enquanto isso, tocou diversos pequenos shows. O burburinho em torno da banda cresceu furiosamente, e após os shows, conseguiram um contrato com a gravadora Minty Fresh Records e logo começaram a gravar material com o produtor Brad Wood. Na época, Wood era conhecido por ter produzido recentemente o álbum Exile in Guyville, de Liz Phair.
A banda lançou um single de 7 polegadas para a canção "Seether". Comparada ao resto do catálogo da banda, "Seether" é uma canção pop, e Gordon chegou a dizer que após compô-la, pensou que o resto da banda não gostaria. Eles enviaram a canção para o rádio, e a reação foi inesperadamente positiva. No entanto, o álbum ainda não estava completo, e só foi lançado após o sucesso da canção ter diminuído.
O álbum American Thighs foi lançado na Minty Fresh Records em 27 de setembro de 1994 e re-lançado em 8 de novembro de 1994 pela Geffen Records. O álbum alcançou a 69ª posição no Top 200 da Billboard e recebeu um certificado de ouro.
O segundo single, "All Hail Me", não alcançou nenhuma posição, e o single "Number One Blind" foi mais bem sucedido, alcançando a 20ª posição, mas nunca alcançou o sucesso de "Seether". Gordon e Post ficaram insatisfeitas com o vídeo da canção, que foi retirado da programação da MTV após ter sido transmitido poucas vezes.
Para divulgar o álbum, Veruca Salt saiu em turnê, e abriu shows para Hole e PJ Harvey, e também foram a atração principal de um clube. A banda lançou um EP, Blow It Out Your Ass It's Veruca Salt, em 1996, produzido por Steve Albini, que contém as canções "Shimmer Like a Girl" e "New York Mining Disaster 1996", compostas por Gordon. Na mesma época, Gordon trabalhou ao lado de James Iha na canção "...Said Sadly", do Smashing Pumpkins, e também gravou outras canções com as bandas Fig Dish e Triplefastaction.
Após terminarem a turnê, a banda voltou ao estúdio com Bob Rock para gravarem seu segundo álbum. A banda estava curiosa para trabalhar com o mesmo após assistirem um show do Metallica, onde eles tocaram a música "Enter Sandman", produzida por Bob Rock.
Eight Arms to Hold You, que foi lançado em 11 de fevereiro de 1997 através da Geffen Records, provou-se um álbum "difícil". Alguns fãs do primeiro álbum da banda ficaram desapontados pela sonoridade distinta do mesmo, que estava mais inclinado ao hard rock, completamente diferente da vibe indie de American Thighs. O álbum também teve uma reação mista da crítica, e os próprios membros da banda afirmaram que o processo de gravação do álbum havia sido complicado para eles. No entanto, Eight Arms to Hold You vendeu bem devido ao single "Volcano Girls", composta por Gordon, que alcançou a oitava posição no Modern Rock charts. O álbum, entretanto, não teve muita longevidade, e apesar de ter alcançado uma posição melhor do que o anterior, viu suas vendas caírem drasticamente após o lançamento do single "Shutterbug", apesar de um vídeo caro e de grande divulgação, que incluiu uma apresentação no Saturday Night Live. Mais três singles foram enviados para a rádio: "The Morning Sad", "Straight" e "Benjamin", mas nenhum desses teve um bom desempenho.
Após uma extensa turnê com a banda, Gordon anunciou a saída do Veruca Salt em 1998. Na época, surgiram rumores de brigas físicas entre Gordon e Post, mas nenhuma explicação foi dada. Post continuou com a banda e lançou outros álbuns após a saída de Gordon, e anunciou o fim do Veruca Salt em 2012.
Em 15 de março de 2013, a banda anunciou o retorno das atividades e da formação original  através de uma mensagem em sua página oficial no facebook. Em 29 de setembro de 2013, eles afirmaram estar gravando material novo. Em 2014, a banda fez vários shows nos Estados Unidos e na Austrália, e em 2015, lançaram um álbum, Ghost Notes, que recebeu críticas favoráveis.

## Carreira solo
Após deixar o Veruca Salt, Gordon começou a gravar material solo em Boston com os amigos Kay Hanley e Michael Eisenstein, da banda Letters to Cleo. Em 1998, ela participou do álbum solo de James Iha, Let It Come Down, na canção "Beauty". Pouco tempo depois, começou a gravar com o produtor Bob Rock novamente. O álbum, intitulado Tonight and the Rest of My Life, foi finalizado em 1999, e seria lançado em agosto do mesmo ano pela gravadora Outpost Records, sede da Geffen Records. No entanto, a Outpost Records foi gravada pela Interscope, o que deixou Gordon sem nenhuma gravadora.
Alguns meses mais tarde, Gordon se juntou à Warner Bros. Records. O álbum foi finalmente lançado em 27 de junho de 2000. O primeiro single homônimo teve um bom desempenho comercial e fez parte da trilha sonora dos filmes Chocolat e The Notebook. O segundo single, "Now I Can Die", não fez tanto sucesso, e o terceiro single, "2003", foi relativamente bem sucedido, apesar de não ter sido promovido. Gordon saiu em turnê ao lado de David Gray. Tonight and the Rest of My Life alcançou a 123ª posição na Billboard e vendeu cerca de 300,000 cópias nos Estados Unidos e cerca de 50,000 no Japão.
Após Gordon terminar a divulgação de seu primeiro álbum no fim de 2001, ela fez uma pausa e começou a escrever novo material para seu próximo álbum. Enquanto isso, ela lançou a canção "The Time Comes", que fez parte do filme Stealing Innocence.
No fim de 2003, ela começou a gravação do álbum com Ethan Johns, e em seu site oficial, afirmou estar empolgada. Ela terminou a gravação no início de 2004, e afirmou que o nome do álbum seria Even the Sunbeams. Alguns meses depois, Gordon se disse insatisfeita com o resultado e que não pretendia lançá-lo. Em abril de 2006, Gordon contou ao jornal Chicago Reader: "é um álbum muito triste e devagar. Eu acho que é como eu estava me sentindo na época, mas quando aquela minha fase acabou, eu pensei: 'eu não quero que esse seja meu próximo álbum'. É muito bom, mas não tem nada a ver com qualquer outra coisa que eu lancei no passado". Algumas das canções foram re-gravadas e disponíveis em seu website como parte de um EP chamado "Songs from Even the Sunbeams".
Durante aquele período, Gordon se apresentou em Largo, Los Angeles, e fez covers de canções por NWA, Skid Row, Backstreet Boys, Phil Collins e muitos outros. Sua versão da música "Straight Outta Compton" foi popular na internet na época. Ela também compôs uma canção chamada "Get You Off" ao lado de Fefe Dobson, e também "This Is the Day", para o álbum de Courtney Jaye, composta por Gordon ao lado do então namorado Jeff Russo.
Em 2005, Gordon agendou sessões de gravação com Bob Russo para re-gravar o álbum. Em alguns meses, Gordon re-gravou todas as canções e gravou outras novas. O álbum, agora intitulado Bleeding Heart Graffiti, foi lançado em 8 de agosto de 2006, que só contou com um single, "Kiss Me Til It Bleeds".

## Vida pessoal
Gordon é casada com o músico Jeff Russo, vocalista da banda Tonic e mais conhecido por compor trilhas sonoras para filmes e séries. Eles têm uma filha, Ivy, nascida em 2006, e um filho, Charlie, nascido em 2008.

## Discografia

### Veruca Salt
- American Thighs (1994)
- Blow It Out Your Ass It's Veruca Salt (1996)
- Eight Arms to Hold You (1997)

### Solo
- Tonight and the Rest of My Life (2000)
- Even the Sunbeams (2004)
- Bleeding Heart Graffiti (2006)